# 리스본 특급
리스본 특급(Un Flic, Dirty Money)은 프랑스, 이탈리아에서 제작된 장 피에르 멜빌 감독의 1971년 범죄 영화이다. 알랭 들롱 등이 주연으로 출연하였고 로베르 도르프만 등이 제작에 참여하였다.

## 출연

### 주연
- 알랭 들롱
- 리처드 크레나

### 조연
- 카트린 드뇌브
- 리카르도 쿠치올라
- 마이클 콘러드
- 폴 크로슈
- 발레리 윌슨
- 시몬 발레르
- 안드레 푸스

## 한국판 성우진 (KBS, 1986년 4월 13일)
- 김규식 - 에두아르(알랭 들롱)
- 유강진 - 시몽(리처드 크레나)
- 권희덕 - 캐티(카트린 드뇌브)
- 김인배
- 탁원제
- 이경자
- 설영범
- 정기항
- 성선녀
- 온영삼
- 정동열